# La sangre brota
La sangre brota es una película de Suspenso dramático argentina-alemana-francesa de 2008 dirigida y escrita por Pablo Fendrik. Narra la historia de un padre que intenta juntar una gran cantidad de dinero en dólares para ayudar a su hijo que reapareció luego cuatro años. Está protagonizada por Arturo Goetz, Nahuel Pérez Biscayart, Guillermo Arengo, Stella Galazzi, Ailín Salas y Guadalupe Docampo. La película se estrenó mundialmente el 18 de mayo de 2008 durante el Festival de Cannes, mientras que su estreno comercial en las salas de cines de Argentina fue el 14 de mayo de 2009.

## Sinopsis
La historia se centra en Arturo, un taxista de 60 años que debe conseguir en pocas horas una suma de dos mil dólares para ayudar a su hijo mayor, que se fugó de su casa hace cuatro años y que lo llamó desde Houston (Estados Unidos). Frente a esto, la esposa de Arturo tiene guardado unos ahorros que no piensa prestárselo y a su vez su hijo menor también tiene intenciones ocultas en cuanto consigan la plata.

## Elenco
- Arturo Goetz como Arturo
- Nahuel Pérez Biscayart como Leandro
- Guillermo Arengo como McEnroe
- Stella Gallazzi como Irene
- Ailín Salas como Vanesa
- Guadalupe Docampo como Romina
- Susana Pampín como Marcela
- Germán de Silva como Luis
- Carolina Balbi como Sandra
- Verónica Hassan como Vanesa
- Maya Lesca como Alicia
- Nahuel Viale como Gastón
- Alan Sabbagh como Peluquero
- Ignacio Rogers como Gustavo
- Pochi Ducasse como Pilar
- Walter Pereyra como «Virulana»
- Guido D’Albo como Sr. Taylor
- Cristina Sallesses como Sra. Taylor

## Recepción

### Comentarios de la crítica
La película recibió críticas positivas po parte de la prensa. Paraná Sendrós de Ámbito Financiero expresó que la película está «bien filmada y actuada», «tiene muchos momentos interesantes» y «en los rubros técnicos hay logros en la fotografía y especialmente en el sonido». Juan Pablo Russo de Escribiendo cine destacó que «La sangre brota es una de las mejores películas que haya dado el cine nacional en mucho tiempo, por no decir la mejor, elevando a Fendrik como el director capaz de cambiar la historia del Nuevo cine argentino».
En una reseña para Otros cines, Diego Batlle escribió «Fendrik opta en La sangre brota por un relato bastante arriesgado y de estructura coral», lo cual lo convierte en «un verdadero animal de cine, un director con un gran presente y un inmenso futuro».

### Premios y nominaciones
| Lista de premios y nominaciones | Lista de premios y nominaciones | Lista de premios y nominaciones | Lista de premios y nominaciones | Lista de premios y nominaciones | Lista de premios y nominaciones |
| Año                             | Organización                    | Categoría                       | Nominado/a(s)                   | Resultado                       | Ref(s)                          |
| ------------------------------- | ------------------------------- | ------------------------------- | ------------------------------- | ------------------------------- | ------------------------------- |
| 2008                            | Festival de Cannes              | Premio de la crítica joven      | Pablo Fendrik                   | Ganador                         | [ 9 ]                           |
| 2009                            | Premios Sur                     | Mejor película                  | La sangre brota                 | Nominado                        | [ 10 ]                          |
| 2009                            | Premios Sur                     | Mejor director                  | Pablo Fendrik                   | Nominado                        | [ 10 ]                          |
| 2009                            | Premios Sur                     | Mejor guion original            | Pablo Fendrik                   | Nominado                        | [ 10 ]                          |
| 2009                            | Premios Sur                     | Mejor montaje                   | Leandro Aste                    | Nominado                        | [ 10 ]                          |
| 2009                            | Premios Sur                     | Mejor sonido                    | Leandro De Loredo               | Nominado                        | [ 10 ]                          |
| 2010                            | Premios Cóndor de Plata         | Mejor película                  | La sangre brota                 | Nominado                        | [ 11 ]                          |
| 2010                            | Premios Cóndor de Plata         | Mejor director                  | Pablo Fendrik                   | Nominado                        | [ 11 ]                          |
| 2010                            | Premios Cóndor de Plata         | Mejor guion original            | Pablo Fendrik                   | Nominado                        | [ 11 ]                          |
| 2010                            | Premios Cóndor de Plata         | Mejor montaje                   | Leandro Aste                    | Nominado                        | [ 11 ]                          |
| 2010                            | Premios Cóndor de Plata         | Mejor fotografía                | Julián Apezteguia               | Nominado                        | [ 11 ]                          |
| 2010                            | Premios Cóndor de Plata         | Mejor sonido                    | Leandro De Loredo               | Nominado                        | [ 11 ]                          |